# ساندرو دل آنگیلو
ساندرو دل آنگیلو (انگلیسی: Sandro Dell'Agnello؛ زادهٔ ۲۰ اکتبر ۱۹۶۱) بازیکن بسکتبال اهل ایتالیا است.
وی در مسابقات کشوری و بین‌المللی در مجموع برندهٔ ۱ مدال نقره شده‌است.